# Buicești (okręg Aluta)
Buicești – wieś w Rumunii, w okręgu Aluta, w gminie Priseaca. W 2011 roku liczyła 385 mieszkańców.